# Tambach-Dietharz

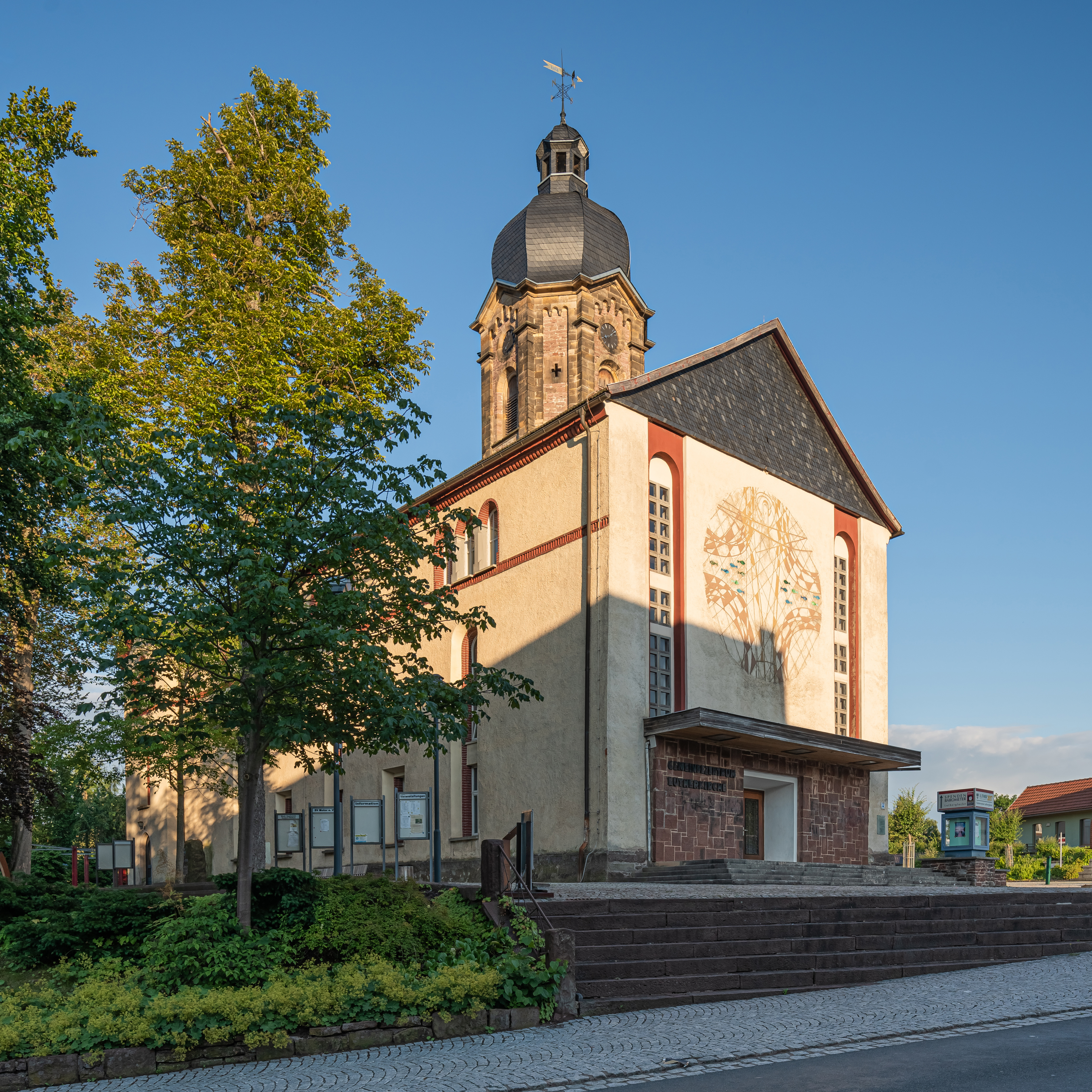
Lutherkirche

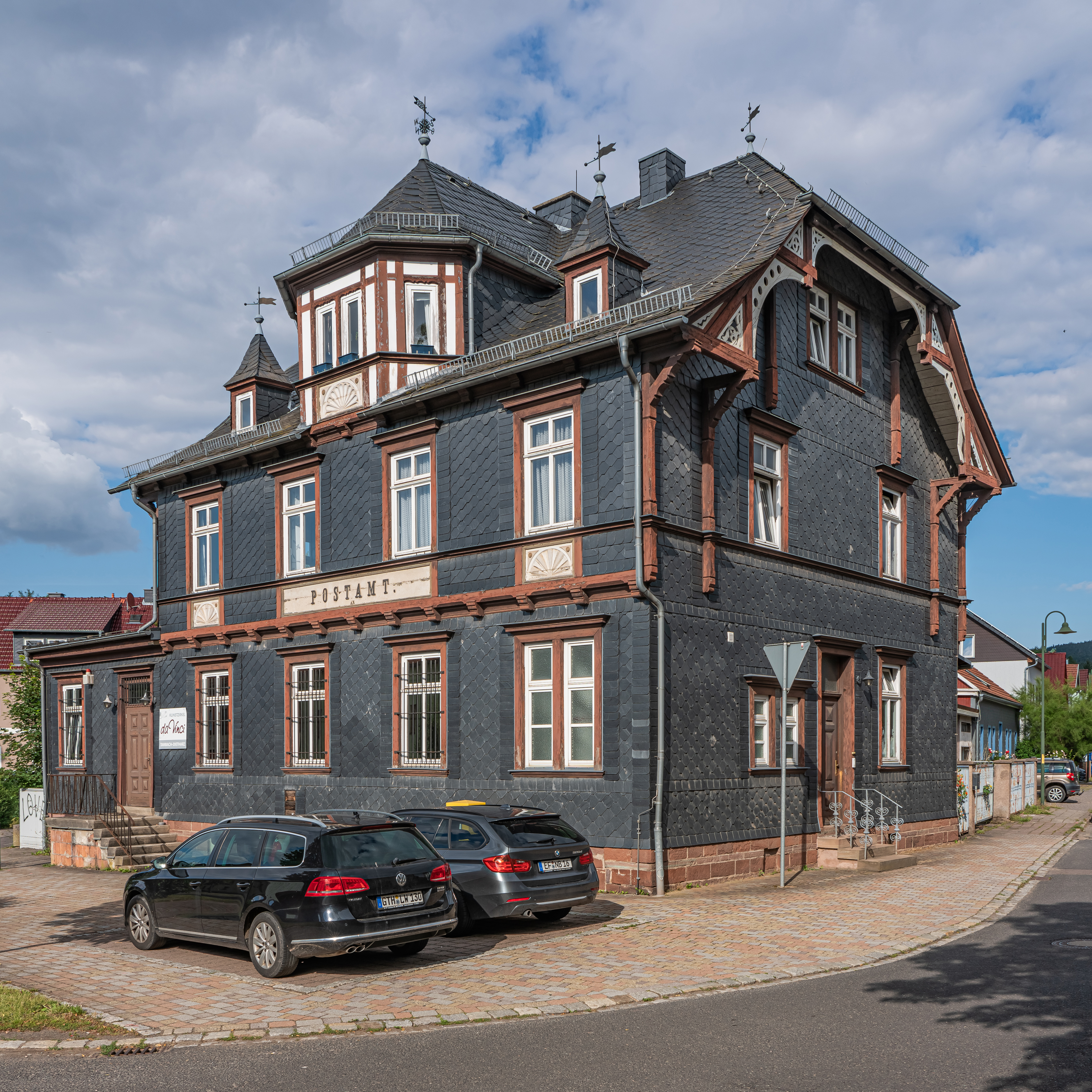
Bưu điện cũ

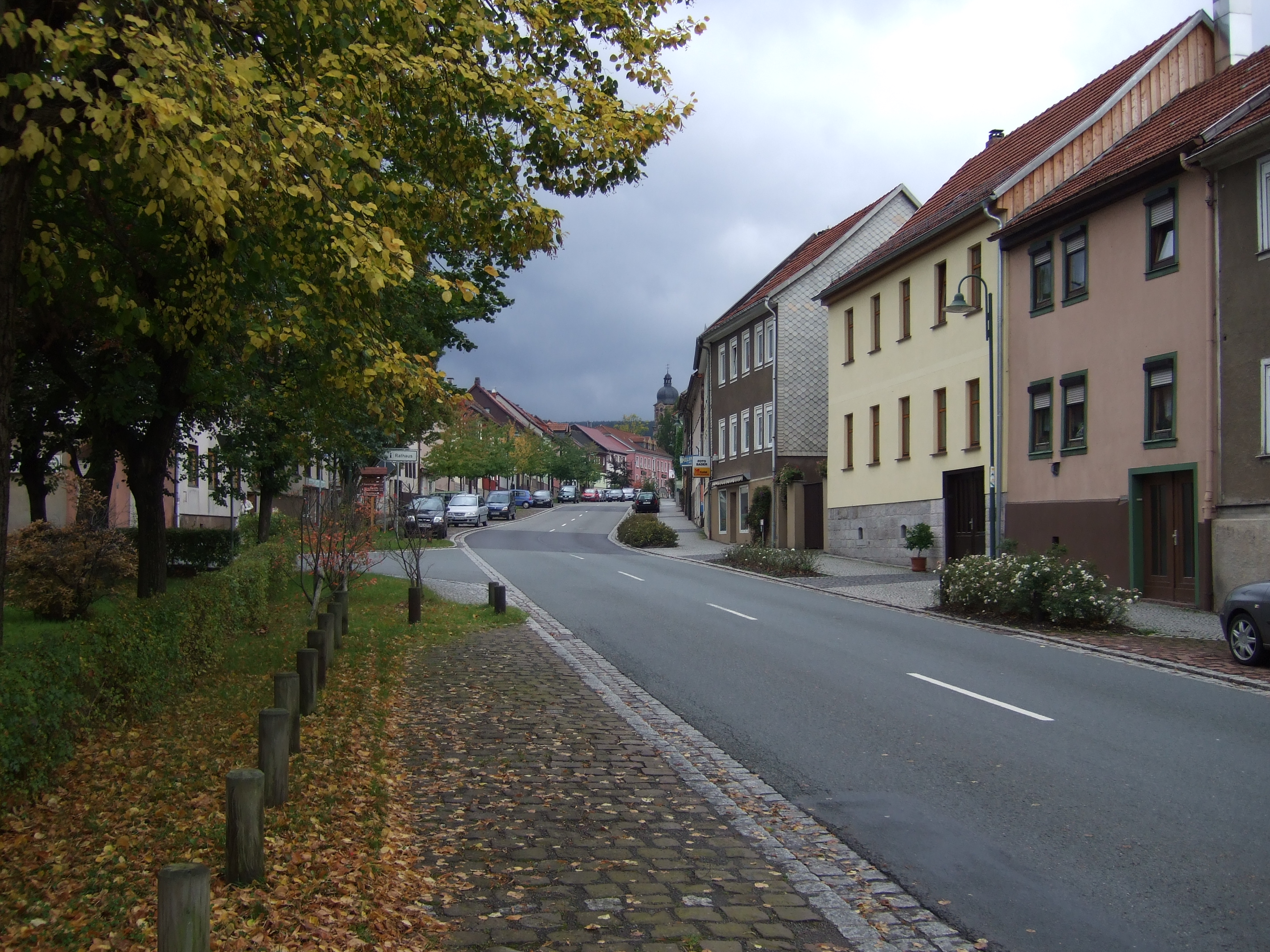
Phố Hauptstrasse đến Lutherkirche

Tambach-Dietharz là một thị xã in the huyện Gotha, ở bang Thüringen, Đức. Đô thị này có diện tích 41,54 km², dân số thời điểm ngày 31 tháng 12 năm 2006 là 4283 người. Đô thị này tọa lạc trong khu vực rừng Thüringen, 19 km về phía nam Gotha.